# Вага (приток Цаты)
Вага — левый приток Цаты, протекающий по Новозыбковскому, Злынковскому и Климовскому районам (Брянская область, Россия).

## География
Длина — 50 км. Площадь бассейна — 359 км². Скорость течения — 0,2. Русло реки (отметки уреза воды) в верхнем течении (село Шурубовка при впадении Пятницкой) находится на высоте 132,3 м над уровнем моря, у истоков (севернее Новые Файки) — 170,7 м.
Русло извилистое, в среднем течении шириной 10 м и глубиной 1,0 м (в нижнем течении соответственно 14 м и 2,0 м). Пойма занята лугами и заболоченными участками, местами с лесами. На реке в среднем течении (между сёлами Большие Щербиничи и Малые Щербиничи) создано водохранилище.
Берёт начало от двух ручьёв севернее и южнее нежилого посёлка Новые Файки. Река течёт на юг. Впадает в Цату (на 18-м км от её устья) между посёлком Зелёный Кут и деревней Ивановка.
Притоки (от истока к устью):
1. Хамрач
2. Велянка
3. Важица
4. Ворон
5. Птунка
6. Пятницкая

Населённые пункты на реке (от истока к устью):
Новозыбковский район
1. Дубровка
2. Паломы[1]

Злынковский район
1. Большие Щербиничи
2. Малые Щербиничи
3. Шурубовка
4. Зелёная Роща

Климовский район
1. Вага[1]
2. Зелёный Кут[1]